# Банкрана
Банкрана (англ. Buncrana; ірл. Bun Cranncha) — (мале) місто в Ірландії, знаходиться в графстві Донегол (провінція Ольстер).

## Демографія
Населення — 5 911 людей (за даними перепису 2006 року). В 2002 році населення складало 5 271 людей. При цьому, населення в межах міста (legal area) було 3 411, населення передмістя (environs) — 2 500.
Дані перепису 2006 року:
| Загальні демографічні показники' |               |                           |                           |      |      |
| Усе населення                    | Усе населення | Зміни населення 2002–2006 | Зміни населення 2002–2006 | 2006 | 2006 |
| 2002                             | 2006          | люд.                      | %                         | чол. | жін. |
| 5 271                            | 5 911         | 640                       | 12,1                      | 2938 | 2973 |

У наведених нижче таблицях сума всіх відповідей (стовпець «сума»), як правило, менше загального населення населеного пункту (стовпець «2006»).
| Релігія (Тема 2 — 5 : Кількість людей за релігіями, 2006) |             |              |             |            |       |       |
| Католики, люд.                                            | Католики, % | Інша релігія | Без релігії | не вказано | сума  | 2006  |
| 5 470                                                     | 92,5        | 204          | 179         | 58         | 5 911 | 5 911 |

| Етно-расовий склад (Етнічність. Тема 2 — 3 : Постійне населення за етнічним чи культурним походженням, 2006) |            |           |                          |        |      |            |       |       |
| Білі ірландці                                                                                                | Лухт-шулта | Інші білі | Негри або чорні ірландці | Азіати | Інші | не вказано | сума  | 2006  |
| 5 195 | 2          | 430       | 14                       | 33     | 47   | 62         | 5 783 | 5 911 |
| Частка від всіх відповівших на запитання, %                                                                  |            |           |                          |        |      |            |       |       |
| 89,8 | 0,0        | 7,4       | 0,2                      | 0,6    | 0,8  | 1,1        | 100   | 97,81 |

1 — частка відповівших на питання про мову від усього населення.
| Володіння ірландською мовою (Тема 3 — 1 : Кількість людей від 3-х років і старше за здатністю говорити ірландською мовою, 2006) |       |            |       |       |
| Чи володієте Ви ірландською мовою?                                                                                              |       |            |       |       |
| Так | Ні    | не вказано | сума  | 2006  |
| 1 647 | 3 879 | 78         | 5 604 | 5 911 |
| Частка від всіх відповівших на запитання про мову, %                                                                            |       |            |       |       |
| 29,4 | 69,2  | 1,4        | 100   | 94,81 |

1 — частка відповівших на питання про мову від усього населення.
| Використання ірландської мови (Тема 3 — 2 : Irish speakers aged 3 or over by frequency of speaking Irish, 2006) |                                                  |                                          |                                          |                                          |                                          |                                          |       |                                           |       |
| Як часто і де Ви розмовляєте ірландською?                                                                       |                                                  |                                          |                                          |                                          |                                          |                                          |       |                                           |       |
| щоденно, тільки в освітніх закладах                                                                             | щоденно, як в освітніх закладах, так і поза ними | в інших місцях (поза освітньою системою) | в інших місцях (поза освітньою системою) | в інших місцях (поза освітньою системою) | в інших місцях (поза освітньою системою) | в інших місцях (поза освітньою системою) | сума  | усього, відповідавших на питання про мову | 2006  |
| щоденно, тільки в освітніх закладах                                                                             | щоденно, як в освітніх закладах, так і поза ними | щоденно                                  | кожен тиждень                            | рідше                                    | ніколи                                   | не вказано                               | сума  | усього, відповідавших на питання про мову | 2006  |
| 647 | 20                                               | 47                                       | 79                                       | 478                                      | 342                                      | 34                                       | 1 647 | 5 604                                     | 5 911 |
| Частка від всіх відповівших на запитання про мову, %                                                            |                                                  |                                          |                                          |                                          |                                          |                                          |       |                                           |       |
| 11,5 | 0,4                                              | 0,8                                      | 1,4                                      | 8,5                                      | 6,1                                      | 0,6                                      | 29,4  | 100                                       |       |

| Типи приватних помешкань (Тема 6 — 1(a): Кількість приватних домоволодінь за типом розміщення, 2006) |          |         |                  |            |       |       |
| Окремий будинок                                                                                      | Квартира | Кімната | Мобільні будинки | не вказано | сума  | 2006  |
| 1 888                                                                                                | 107      | 4       | 2                | 37         | 2 038 | 5 911 |